# Parmotrema gibberosum
Parmotrema gibberosum är en lavart som beskrevs av Kurok. Parmotrema gibberosum ingår i släktet Parmotrema och familjen Parmeliaceae.   Inga underarter finns listade i Catalogue of Life.